# Phyla canescens
Phyla canescens là một loài thực vật có hoa trong họ Cỏ roi ngựa. Loài này được (Kunth) Greene miêu tả khoa học đầu tiên năm 1899.
Đây là loài bản địa Nam Mỹ. Nó đã được du nhập vào Úc như một loại cây cảnh và bãi cỏ ít tốn công chăm sóc, nhưng đã trở thành cây tự nhiên và được coi là một loại cỏ dại môi trường nghiêm trọng.

## Phân bố
Phyla canescens là loài bản địa Nam Mỹ, nơi nó đã được ghi nhận ở Argentina, Bolivia, Brazil, Chile, Ecuador, Paraguay, Peru và Uruguay. Loài này là một thành phần của cộng đồng đồng cỏ pampa. Loài này đã lan rộng đến nhiều nơi khác trên thế giới như một loài cỏ nông nghiệp và một loài thực vật xâm lấn. Ở Úc, Phyla canescens đã xâm chiếm các vùng đất ngập nước và đồng bằng ngập lũ với đất sét nặng, đặc biệt là ở lưu vực Murray Darling, gây hại cho thảm thực vật bản địa; cây phát triển tốt nhất trong môi trường sống thỉnh thoảng bị ngập úng, nhưng không thể cạnh tranh với loài cỏ Paspalum distichum và loài cói Eleocharis plana ở những nơi bị ngập úng nặng hơn.